# Lazăr Gropean
Lazăr Gropean (n. 1884, Căinelu de Jos, județul Hunedoara – d. 1940) a fost un deputat în Marea Adunare Națională de la Alba Iulia, organismul legislativ reprezentativ al „tuturor românilor din Transilvania, Banat și Țara Ungurească”, cel care a adoptat hotărârea privind Unirea Transilvaniei cu România, la 1 decembrie 1918.:p. 206

## Biografie
A făcut școala primară din satul natal.:p. 206

## Activitatea politică
Ca deputat în Adunarea Națională din 1 decembrie 1918 a fost delegat al Cercului electoral Deva.:p. 206